# Gächlingen
Gächlingen ist eine politische Gemeinde des Kantons Schaffhausen in der Schweiz.

## Geographie
Gächlingen liegt am nördlichen Rand des schweizerischen Klettgaus, (dort Chläggi genannt) am Fusse des Hallauer Bergs. Nördlich von Gächlingen verbindet sich der Höhenzug des Hallauer Bergs über die Siblingerhöhe mit dem Langen Randen, einem südlichen Ausläufer des Randens.
Der Nordrand wird in direkter Linie zur deutschen Grenze hin von den Ortschaften Oberhallau, Hallau und Trasadingen besetzt.

## Geschichte
Neolithikum
In Gächlingen wurden die ältesten Überreste sesshafter Bauern in der Schweiz gefunden. Die Funde werden auf Ende des 6. Jahrtausends v. Chr. datiert. Damals wanderte eine kleine Gruppe jungsteinzeitlicher Ackerbauern und Viehzüchter aus dem Oberlauf der Donau in Richtung Süden. Diese Gruppe errichtete am Westrand des heutigen Gächlingen einen kleinen Weiler aus Wohn- und Wirtschaftsbauten.
In der Region um Gächlingen fanden die Siedler gute Grundlagen zum Überleben in maximal einer Tagesreise von den Gebäuden entfernt: Feuerstein für die Herstellung von scharfen Werkzeugen und Waffen am Südranden, grob- und feinkörnige Sandsteine für Mühl- und Schleifsteine im Wutachtal, tonigen Lehm für den Hausbau und für die Erzeugung von Koch- und Essgeschirr im Siedlungsareal selber, gutes Bau- und Brennholz in den umliegenden Wäldern.
Fundstücke aus Gächlingen sowie ein Modell der jungsteinzeitlichen Siedlung sind im Museum zu Allerheiligen in Schaffhausen ausgestellt.
Mittelalter
Urkundlich um 870 n. Chr. erstmals bei der Überschreibung des Gutes "Câthelinga" an Rheinau durch König Ludwig dem Deutschen, verblieb das heutige Gächlingen das Mittelalter hindurch im Besitz des Klosters.

Historisches Luftbild von Walter Mittelholzer von 1923

Die erste Kapelle stammt aus 1126 und wurde vom Bischof von Konstanz geweiht. 1523 kaufte der Heiliggeist-Spital in Schaffhausen die Vogtrechte über Gächlingen, übergab diese dann 1529 der Stadt Schaffhausen. Diese Übergabe fällt zusammen mit dem gleichjährigen Reformationsbeschluss der Stadt und Landschaft Schaffhausen.
Neuzeit
1806 wurde die kirchliche Ausscheidung von Neunkirch vorgenommen; deren Pfarrhaus wurde 1807 erbaut.
Die starke Bevölkerungszunahme im 19. Jahrhundert führte zur Armut und damit zur Auswanderung, v. a. nach Deutschland, Brasilien und den USA. Ein Teil der Armut geht auf die immer noch herrschenden, wirtschaftlichen Benachteiligungen zurück wie Unterdrückung der Landbevölkerung durch den Adel und die Zunftherrschaft.

### Bevölkerungsentwicklung
| Bevölkerungsentwicklung | Bevölkerungsentwicklung | Bevölkerungsentwicklung | Bevölkerungsentwicklung | Bevölkerungsentwicklung | Bevölkerungsentwicklung | Bevölkerungsentwicklung | Bevölkerungsentwicklung | Bevölkerungsentwicklung | Bevölkerungsentwicklung | Bevölkerungsentwicklung | Bevölkerungsentwicklung | Bevölkerungsentwicklung |      |      |      |
| ----------------------- | ----------------------- | ----------------------- | ----------------------- | ----------------------- | ----------------------- | ----------------------- | ----------------------- | ----------------------- | ----------------------- | ----------------------- | ----------------------- | ----------------------- | ---- | ---- | ---- |
| Jahr                    | 1801                    | 1838                    | 1850                    | 1860                    | 1870                    | 1880                    | 1888                    | 1900                    | 1930                    | 1950                    | 1970                    | 1979                    | 2000 | 2010 | 2023 |
| Einwohner               | 705                     | 1092                    | 1194                    | 1013                    | 1015                    | 956                     | 939                     | 794                     | 961                     | 682                     | 604                     | 640                     | 824  | 769  | 930  |

## Wappen
Blasonierung
In rot rechts aufrechtes, mit der Schneide nach aussen gekehrtes, silbernes Rebmesser mit braunem Griff und gelber Zwinge, links aufrechte, weisse Pflugschar.
Die älteste Überlieferung des Wappens findet sich auf einer Wappenscheibe aus dem Jahre 1572, die sich im Museum Allerheiligen befindet. Auf dieser Scheibe sind die Pflugschare und das Rebmesser jedoch an getauschten Plätzen. 1602 findet sich das erste Siegel der Gemeinde auf einem Schuldbrief. Bei diesem Siegel befindet sich das Rebmesser bereits auf der linken (heraldisch: rechten) Seite. In den nachfolgenden Jahrhunderten änderte sich das Wappen nur geringfügig. So steht einmal die Pflugschare in der Mitte, während sich das Rebmesser mit der Schneide über den Spitz wölbt. Eine Bereinigung des Wappens führte schliesslich zu dem heutigen, jedoch historisch belegten Wappen.

## Verkehr
Gächlingen ist gut in das Verkehrsnetz des Kantons Schaffhausen eingegliedert. Es verkehren stündlich Busse nach Neunkirch, wo schlanke Anschlüsse an die S-Bahn bestehen. Die Fahrzeit beträgt bis nach Schaffhausen 21 Minuten. Zur Hauptverkehrszeit verkehrt dieser Zubringerbus halbstündlich. Zudem verkehrt eine halbe Stunde versetzt ein Direktbus via Siblingen bis nach Schaffhausen, wobei die Fahrzeit mit 36 Minuten länger dauert als via Neunkirch. Zur Hauptverkehrszeit verkehrt dieser Bus ebenfalls im Halbstundentakt, es muss aber in Siblingen auf einen Anschlussbus von Beggingen umgestiegen werden.
Nächster Bahnhof ist Bahnhof Neunkirch an der Hochrheinbahn (Basel–Schaffhausen–Singen (Hohentwiel)).
Gächlingen liegt zwischen den Fernstraßen Waldshut–Schaffhausen (deutsche Bezeichnung B 34) und (Grenze bei Oberwiesen)–Schleitheim–Schaffhausen, mit einem Abstand von je ca. 3 km in beide Richtungen. In Ost-West-Richtung existieren zudem Ortsverbindungen nach Siblingen und Oberhallau.
Nächstgelegener Flughafen ist der Flughafen Zürich, etwa 45 km südlich von Gächlingen. Der Flughafen Zürich ist auch mit der S 24 der SBB von Schaffhausen aus schnell zu erreichen.

## Bilder

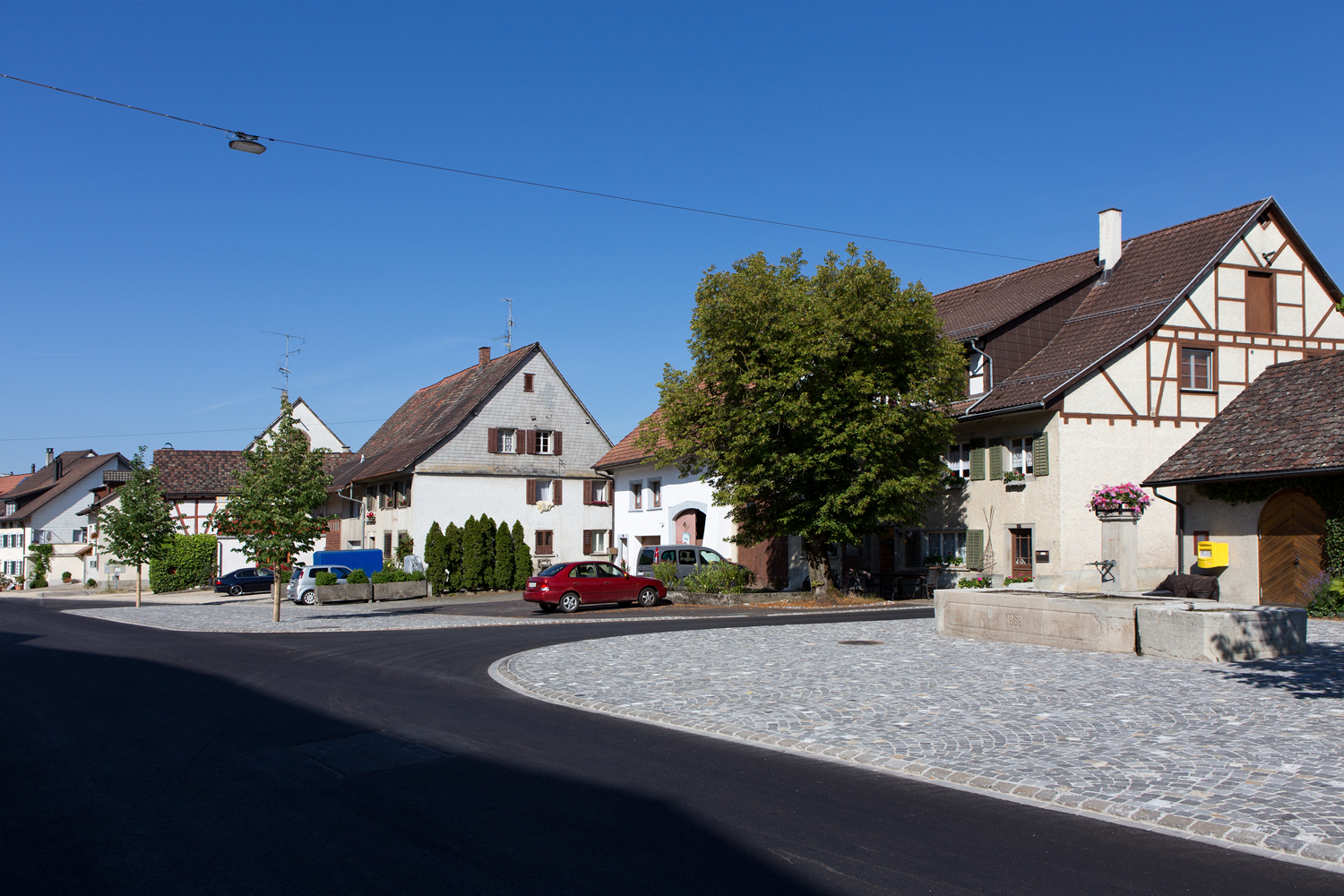
Dorfstrasse
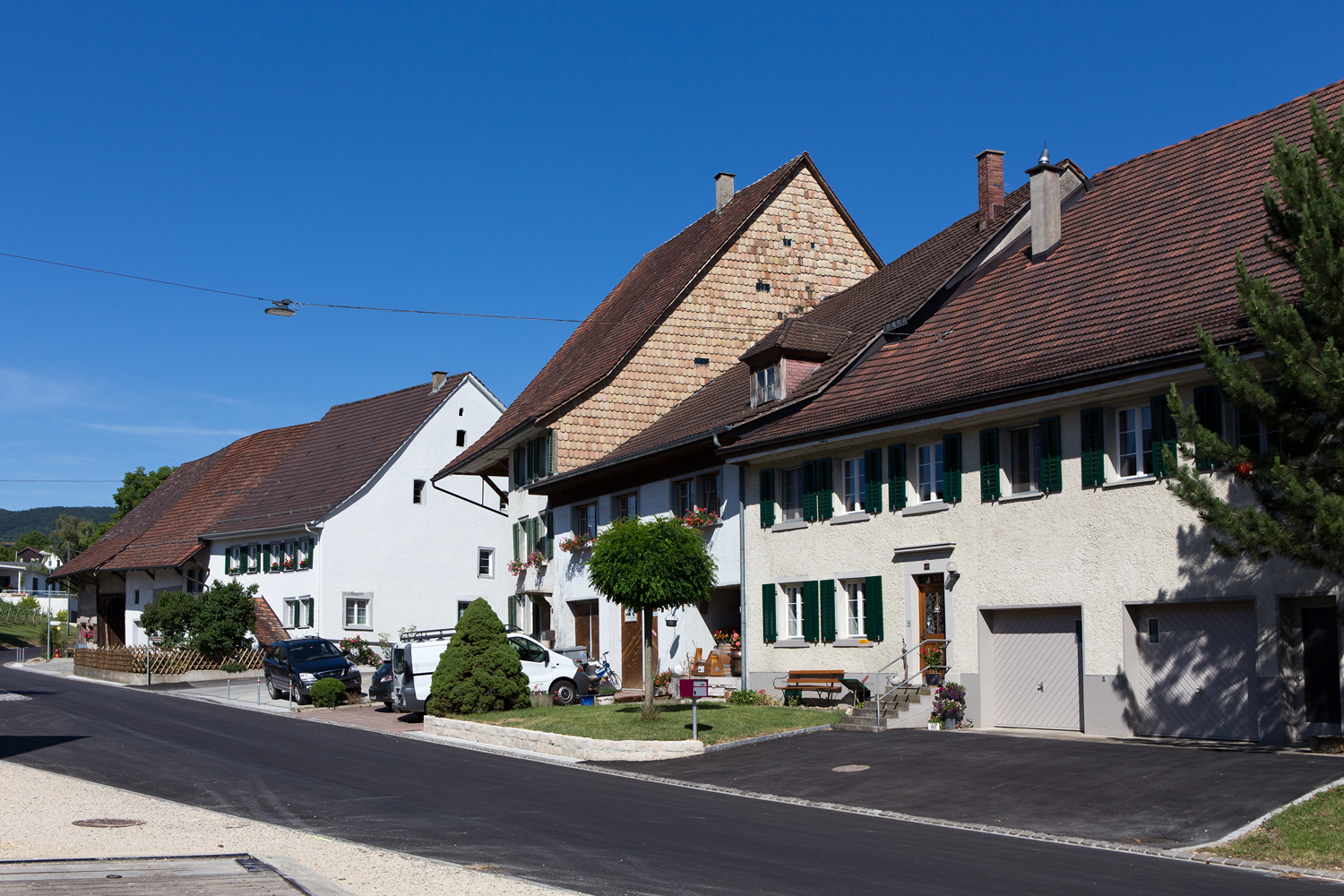
Dorfstrasse
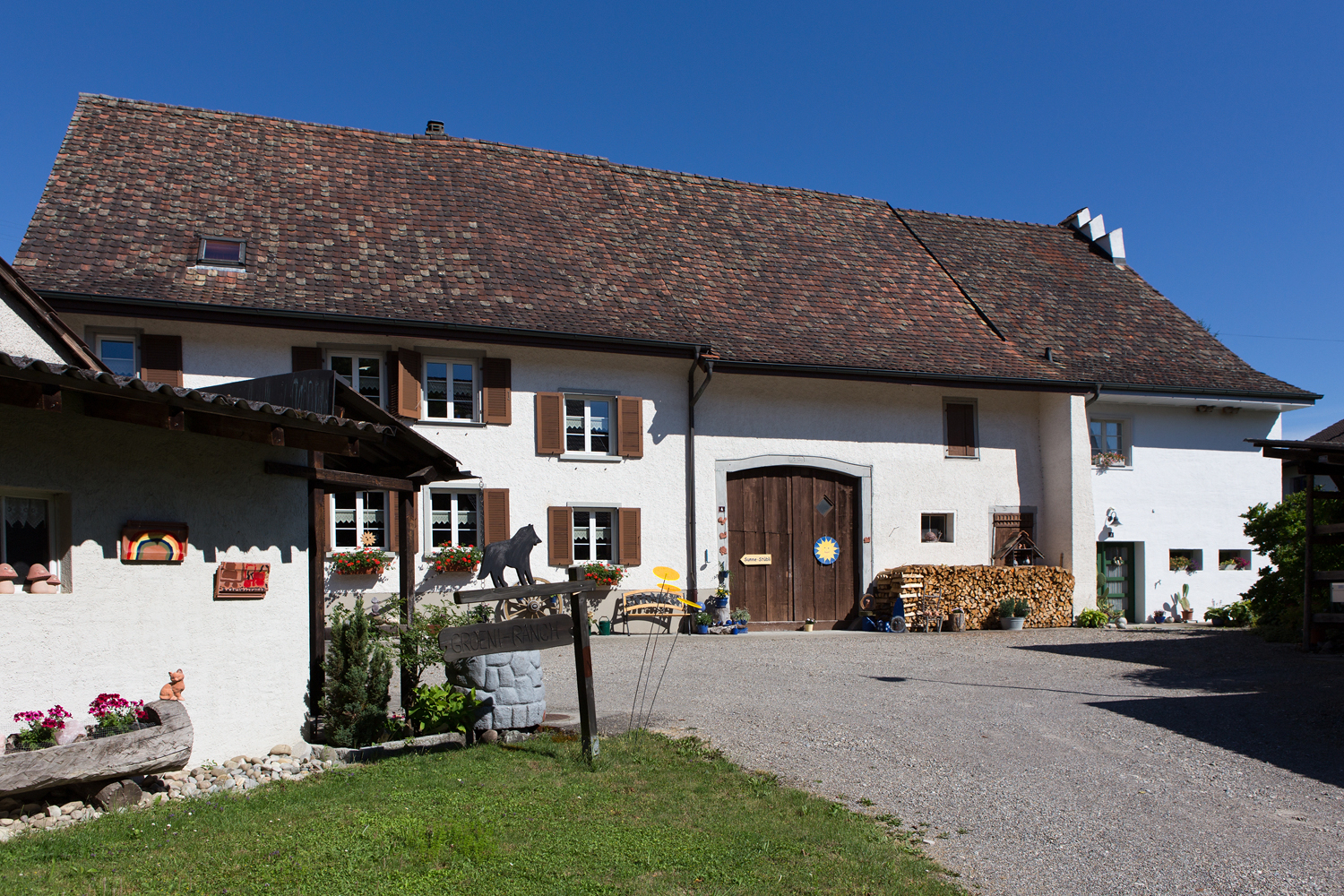
«Oberer Hof»
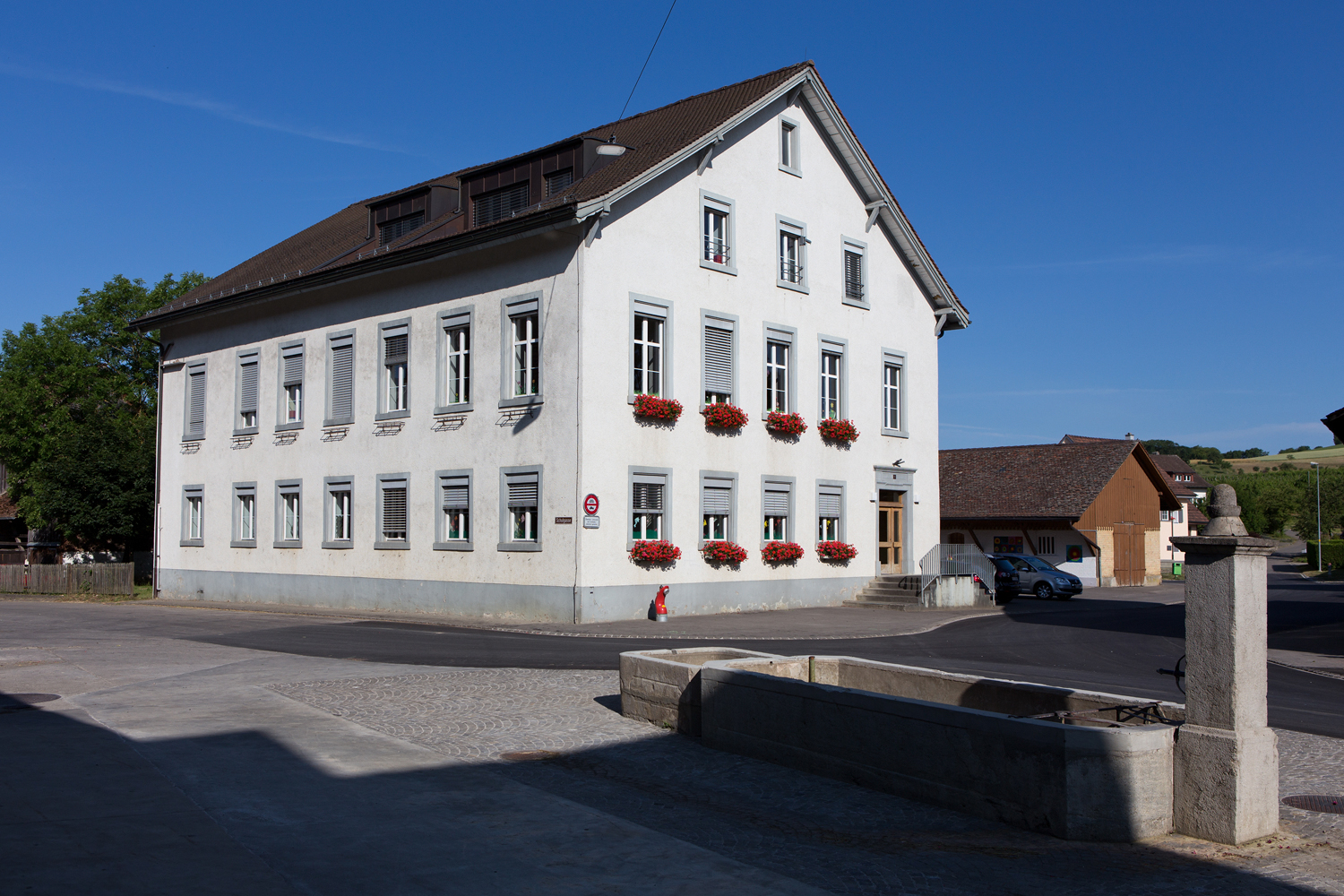
Primarschulhaus
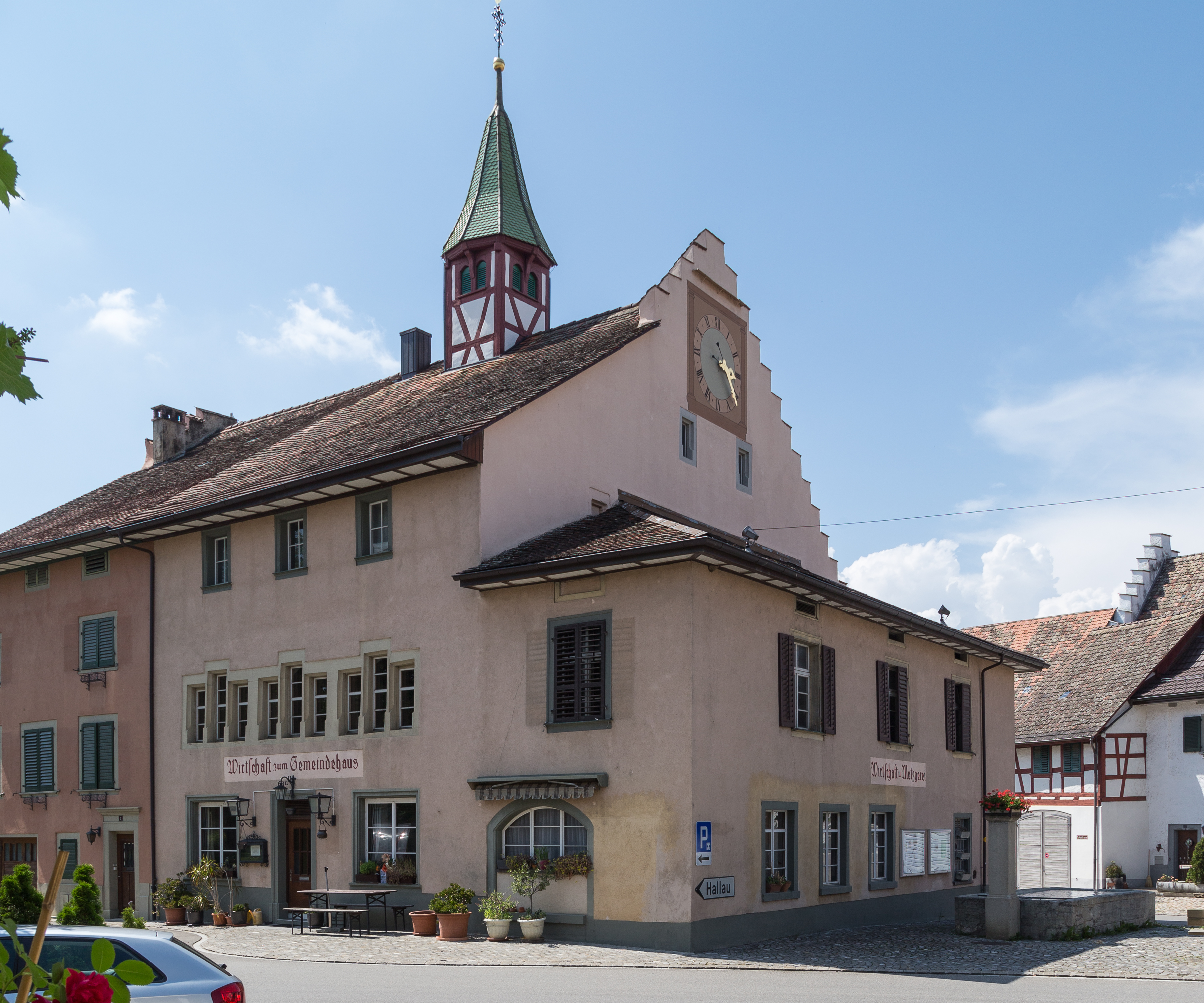
Wirtschaft zum Gemeindehaus
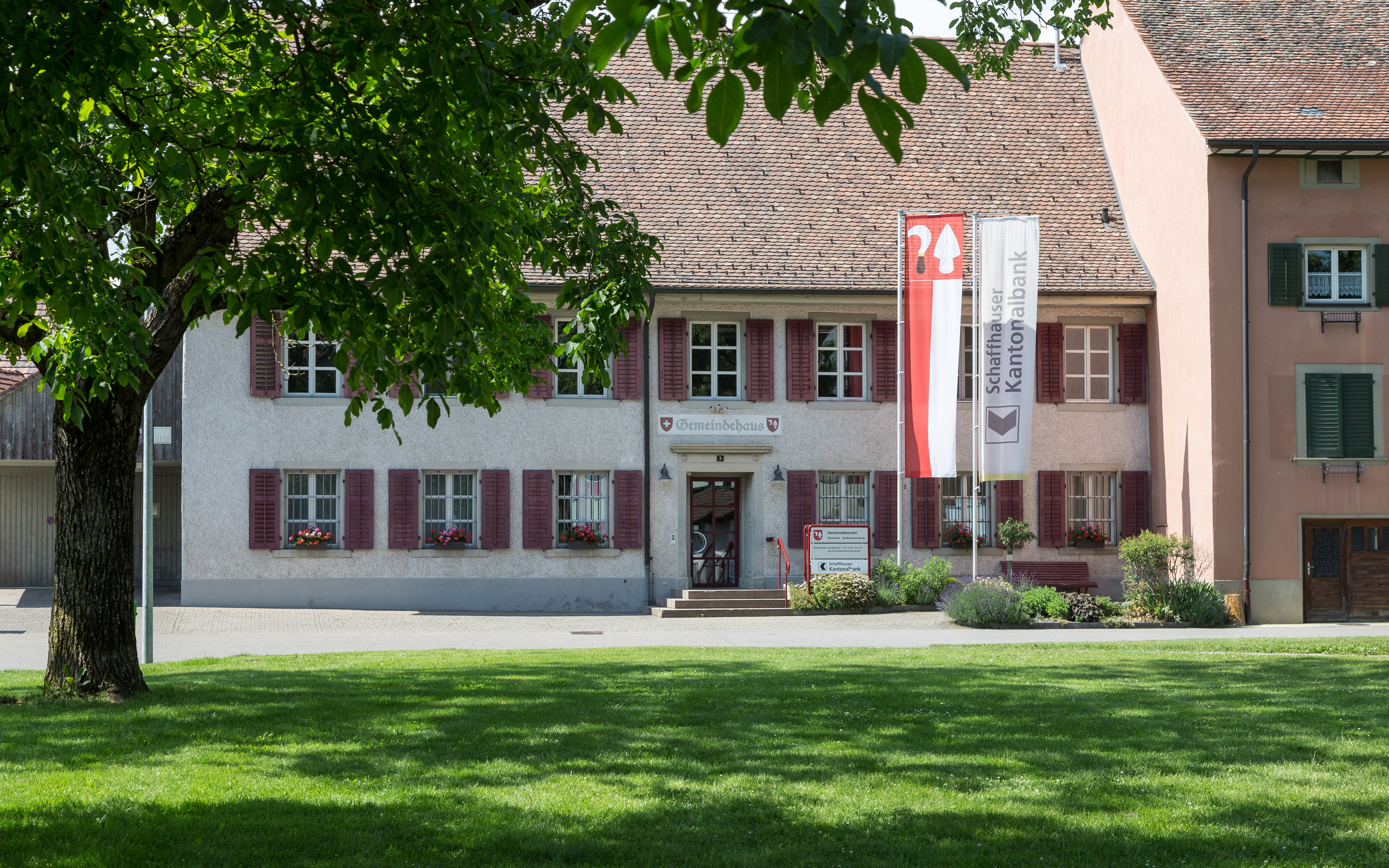
Gemeindehaus